# Pradeep Kumar Sinha
Pour les articles homonymes, voir Sinha.
Pradeep Kumar Sinha (né le 18 juillet 1955; IAST : Pradīpa Kumāra Sinhā ; hindi : प्रदीप कुमार सिन्हा) est un officier du groupe de 1977 de l'Indian Administrative Service (IAS) d'équipe de l'Uttar Pradesh, qui était le 31e ministre du Cabinet de l'Inde . Avant cette nomination, il a occupé le poste de ministre de l'énergie d'Inde et était auparavant secrétaire de la marine marchande d'Inde.
Le 30 août 2019, Sinha a été nommé officier du service spécial dans le cabinet du Premier ministre. Le 11 septembre 2019, il est nommé conseiller principal du Premier ministre indien, Narendra Damodardas Modi. Sa nomination se terminera en même temps que le mandat du Premier ministre ou jusqu'à nouvelle annonce.

## Éducation
Sinha est diplômé en économie, et détient un diplôme de troisième cycle en économie   Il détient également un diplôme M.Phil.

## Carrière
Sinha a occupé divers postes clés au sein du gouvernement indien et du gouvernement de l'Uttar Pradesh, tels que secrétaire principal (Irrigation), commissaire de la division de Varanasi, commissaire aux investissements de l'Uttar Pradesh, PDG supplémentaire de Greater Noida, commissaire résident supplémentaire de l'Uttar Pradesh, le magistrat de district et collecteur des districts d'Agra et de Jaunpur, secrétaire de l'Autorité de développement d'Uttaranchal et vice-président de l'Autorité de développement de Meerut dans le gouvernement de l'Uttar Pradesh, et en tant que Ministre du cabinet de l'Inde, Ministre de l'Energie de l'Union, Ministre de la Marine marchande de l'Union, secrétaire spécial et conseiller financier au ministère du Pétrole et du Gaz naturel, secrétaire adjoint au Ministère de la jeunesse et des sports du gouvernement indien .

### Ministre de la Marine marchande
Sinha a été nommé Ministre de la Marine marchande de l'Union par le Comité des nominations du Cabinet (CNC) dirigé par le Premier ministre en février 2012. Il a pris ses fonctions le 1er février 2012 et a démissionné le 31 juin 2013.

### Ministre de l'Energie

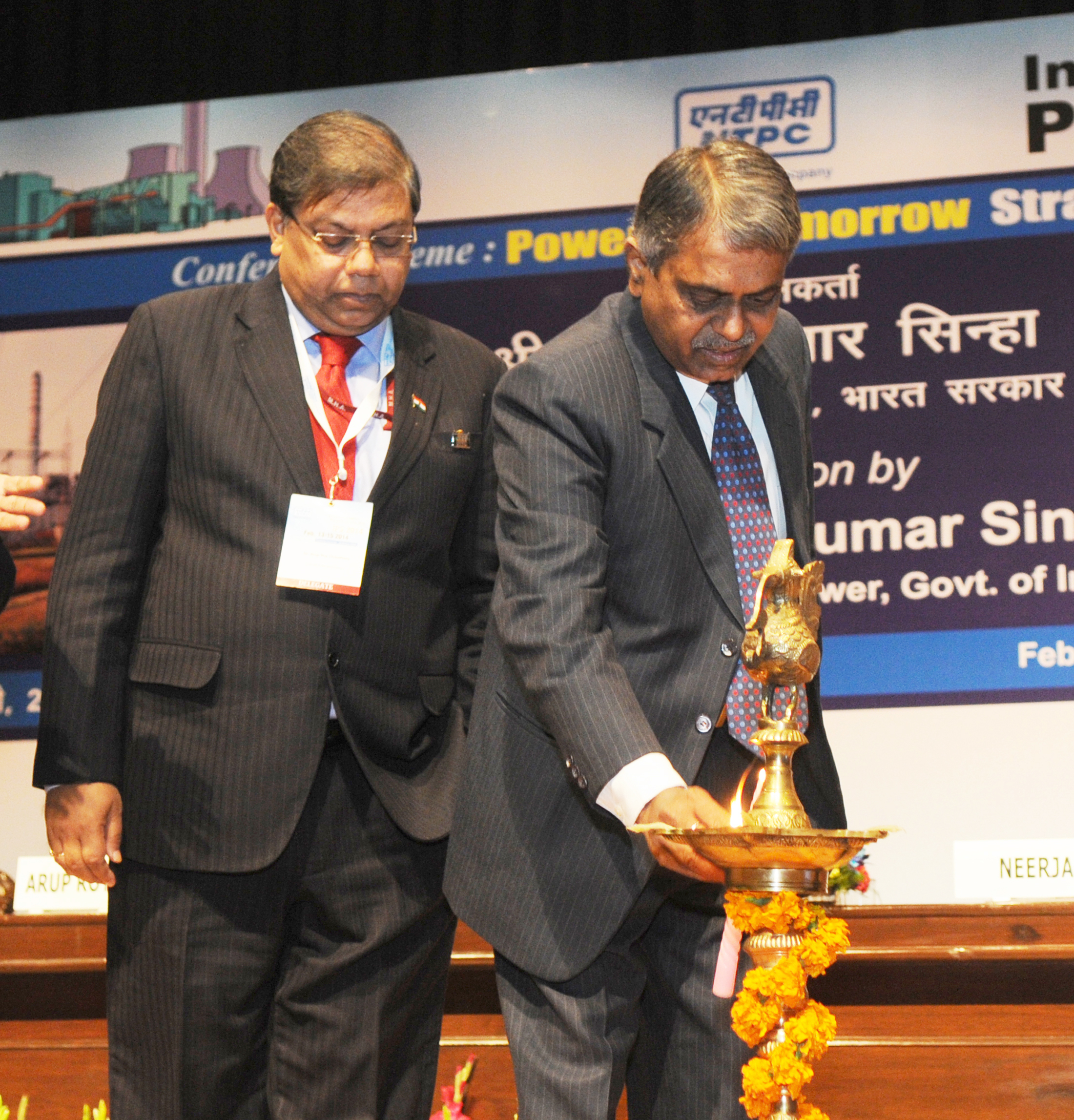
Sinha allume la lampe pour inaugurer les centrales indiennes en 2014

Sinha a été nommé Ministre de l'Energie de l'Union par la CNC en juin 2013. Il a pris ses fonctions le 1er juillet 2013 et a démissionné le 1er juin 2015, lorsqu'il a été désigné pour devenir le ministre du cabinet de l'Inde .

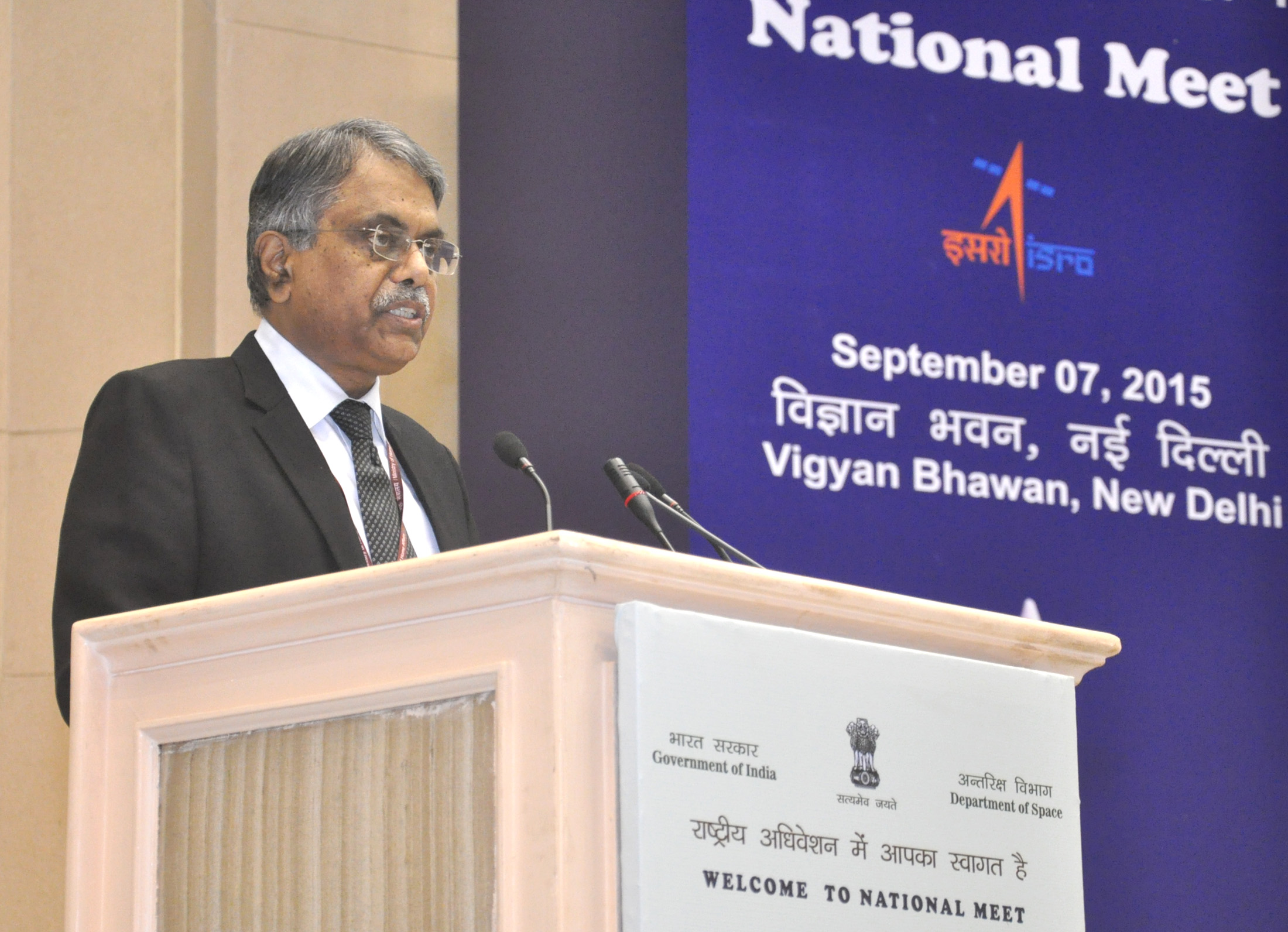
Sinha à une réunion à New Delhi en septembre 2015

### Ministre du cabinet

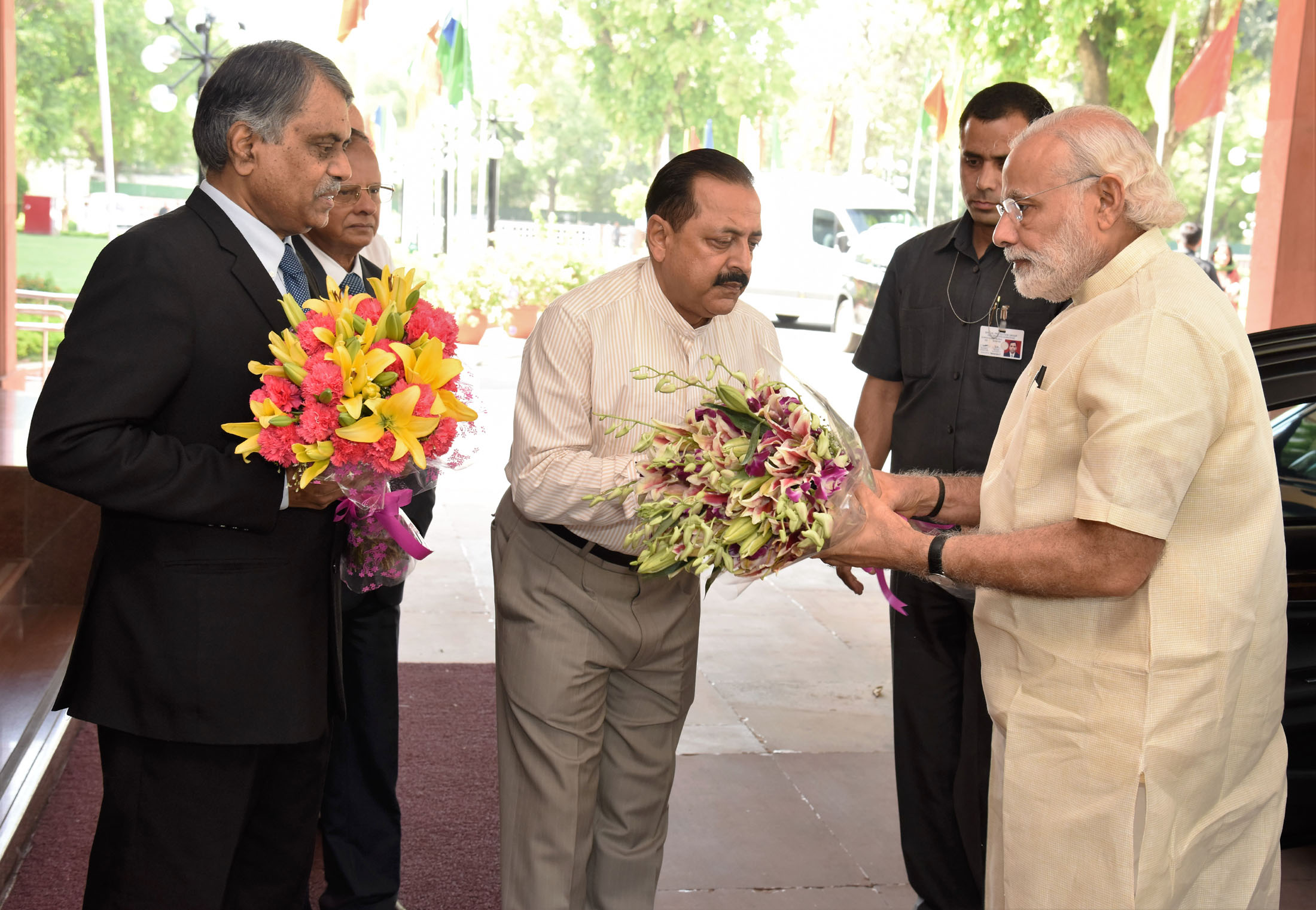
Sinha et Jitendra Singh recevant le Premier ministre indien, Narendra Modi

Sinha a été nommé ministre du cabinet de l'Inde le 29 mai 2015 par le CNC,,,,. Il a succédé à Ajit Seth. Il a servi en tant qu'officier spécial (OSD), au rang de secrétaire, dans le Ministère du Cabinet jusqu'à la retraite de Seth,, devenant officiellement Ministre du Cabinet le 13 juin 2015,.
Le gouvernement de l'union a constitué un comité de sélection dirigé par le ministre du Cabinet P.K. Sinha pour la présélection des candidats au poste de gouverneur de la Banque de réserve de l'Inde après la fin du mandat de Raghuram Rajan en septembre 2016. Urjit Patel a été nommé gouverneur de la BRI, avec effet au 4 septembre 2016.
Le 25 avril 2017, Sinha a obtenu une prolongation d'une année en tant que ministre du Cabinet,,,,. Sinha a obtenu une autre prolongation d'année en mai 2018 par le CNC.
Au cours de son mandat en tant que ministre du Cabinet, Sinha a été largement considéré comme l'une des personnes les plus puissantes de l'Inde,,.